# DJ Proteus
DJ Proteus, de son vrai nom Harri Andersson, est un producteur et disc jockey finlandais de musique électronique. Il mêle différents genres musicaux tels que le hard NRG, le metal industriel, la techno hardcore, le hardstyle, la hard trance et la psytrance. 
Au cours de sa carrière, il remporte notamment le titre de « meilleur DJ hard dance » aux Hard Dance Awards en 2004 et 2005, et est classé 90e dans le Top 100 de DJ Mag (2004) et 93e (2005).

## Biographie
Proteus commence sa carrière en 1994, et à jouer dans des soirées privées au début des années 1990, lorsque les genres hard NRG et hard trance venaient d'arriver en Finlande et qu'elles étaient très rares dans les événements de musique de machines. En conséquence, Proteus et ses partenaires commencent à organiser leurs propres soirées underground pour la hard machine music.
Entre 1998 et 2005, Proteus a joué en Finlande dans des clubs et des événements tels que Säde, Laserpoint, Rush, Labyrinth, Hallmark, Millennium, Fantasy, Storm, Vertigo, Pacifique, Trancehouse meets Lab-4, Celebration Generation, Reactor, Turbulence et Koneisto.
Parmi les distinctions de Proteus, citons deux titres consécutifs de « meilleur DJ hard dance » (Best Hard Dance DJ) en 2004 et 2005, qui sont attribués par les clubbers du monde entier.
Au cours de sa carrière, Proteus a joué en Finlande, au Royaume-Uni, aux Pays-Bas, en Australie, au Japon, en Suisse, en Allemagne, en Suède, en Pologne, en Malaisie, en Russie, en Ukraine, en Estonie et dans d'autres pays, et a organisé avec ses partenaires des événements de musique mécanique tels que Säde, Superstition, Hellfire Club et Torture Torstai à Helsinki. Avec ses partenaires, il a également organisé les événements de musique industrielle Inferno et Graveyard Party, ainsi que l'événement fétichiste underground Tuska. Proteus se concentre également sur la production musicale. En plus de sa propre production, il a travaillé sur des remixes pour des groupes finlandais tels que Apocalyptica, Turmion Kätilöt, Black Light Discipline, Stereo Junks et Kuroshio Current. Il a également sa propre émission de radio Dark Side sur Basso Radio.
Il termine sa carrière active en tant qu'artiste avec un concert à guichets fermés au Kaapelitehdas Merikaapelihall d'Helsinki le 17 décembre 2022.

## Distinctions
- Energy UK - DJ of the Month (2001)[3]
- Finnish Club Awards - Second Best DJ in Finland (2001–2005)[3]
- City-Lehti - Best DJ in Helsinki (2001)[3]
- Finnish Club Awards - Best club (Säde) in Finland (2003)[3]
- Hard Dance Awards - Best Hard Dance DJ (2004)[1]
- Mixmag - 3e Most Hardest DJ's in the World (2004)
- DJ Mag - 90e du DJ Top 100 (2004)[4]
- Hard Dance Awards - Best Hard Dance DJ (2005)[1]
- DJ Mag - 93e du DJ Top 100 (2005)
- Loud Magazine Japan - 13e du Top 50 International DJ's (2008)
- Loud Magazine Japan - 8e du Top 50 International DJ's (2009)